# Embalse de Portodemouros
Das Embalse (galic.: Encoro) de Portodemouros ist eine Talsperre in der spanischen autonomen Region Galicien zwischen den Provinzen A Coruña und Pontevedra (mit der Gemeinde Agolada).
Sein Staudamm am westlichen Ende nahe dem Weiler Portodemouros mit einem Volumen von 2.350.000 m³ staut den Río Ulla zwischen den Munizipien Arzúa (La Coruña) und Villa de Cruces sowie Santiso (Pontevedra) bis zu maximal 297.000.000 m³. Das 430 m lange Stauwerk wurde von 1964 bis 1967 errichtet und hat über dem Überlauf mit einer Ablasskapazität von bis zu 1500 m³/s eine 30 m lange Brücke. Die Höhe über dem Fluss beträgt 90 m.
Zwei 1968 in Betrieb genommene Turbinen erzeugen bis 95 MW Leistung.
Eine weitere seit Dezember 2003 laufende Turbine produziert bis 11,23 MW.
Neben der Energieerzeugung dient die Anlage auch dem Hochwasserschutz.
Angeln auf unter anderen Forelle, Zander, Barschartige und verschiedene Weißfische ist möglich; die Ausgabe von Angelscheinen erfolgt in Lugo.